# Caso Favela Naval
El 31 de marzo de 1997, Un reportaje del Jornal Nacional de la Rede Globo mostró a un grupo de policías militares extorsionando, humillando, golpeando y ejecutando a personas en un bombardeo en la Favela Naval, en Diadema, en el Gran São Paulo. El caso era conocido como el Caso Favela Naval. Las imágenes, grabadas en cinta VHS por el camarógrafo aficionado Francisco Romeu Vanni, los días 3, 5 y 7 de marzo, fueron vendidas por R$ 10.000 a TV Globo. Globo negoció copias de la cinta con otras estaciones de televisión, incluso en el extranjero. El reportero Marcelo Rezende fue el encargado de investigar las imágenes, que revelaron la crueldad con la que los PM de la 2.ª Compañía del 24.º Batallón de Policía Militar Metropolitana del Estado de São Paulo trataron a ciudadanos indefensos en lo que supuestamente sería una operación de combate al narcotráfico. . El caso generó gran repercusión a nivel nacional e internacional.

## Crimen y desarrollo
El caso fue grabado por el camarógrafo aficionado Francisco Romeu Vanni. Agentes de la Policía Militar del Estado de São Paulo fueron sorprendidos atacando a vecinos de la Favela Naval durante un bombardeo que realizaron allí. En la madrugada del 7 de marzo de 1997 la situación llegaría a un extremo; La policía se acercó a un vehículo Gol que pasaba por la favela para robar a sus ocupantes. Como los tres hombres no tenían dinero. los tres hombres fueron torturados. El piloto de Gol, Jefferson Sanches Caputi, fue uno de los más afectados. Los soldados lo tumbaron en el auto y comenzaron a atacarlo con porras por todo el cuerpo; El soldado Nélson Soares da Silva Júnior optó por golpear al niño en los pies, mientras que su compañero Otávio Lourenço Gambra, también conocido como “Rambo”, prefirió golpear al niño en la cabeza, los brazos, la espalda y el abdomen. Luego, los amigos fueron liberados, subieron al auto bajo muchos golpes con porras, cuando Gambra disparó dos tiros contra el auto, alcanzando con una pistola a Mario José Josino, de 29 años, quien estaba sentado en el asiento trasero del auto. disparo en la nuca. Fue trasladado a un hospital público de Diadema, donde falleció horas después. El 31 de marzo las imágenes fueron transmitidas en horario de máxima audiencia por la televisión y recorrieron el mundo.
Los policías implicados en el caso fueron procesados por abuso de autoridad, según el fiscal José Carlos Blat. El líder de los involucrados se convirtió en un símbolo de la violencia policial; El ex policía militar Otávio Lourenço Gambra, conocido como Rambo, salió de la prisión militar de Romão Gomes en agosto de 2006, después de recibir del magistrado de Justicia Militar, Luiz Alberto Moro Cavalcante, el derecho a cumplir el resto de su condena bajo arresto domiciliario, 15 años. y 2 meses por buena conducta. Rambo pasó 9 años en prisión.
En aquella época, Favela Naval era un lugar con 2.500 habitantes repartidos en quinientas chozas de ladrillo y madera, ocho calles y quince bares. La ciudad de Diadema, después del episodio, lideró el ranking de homicidios en el estado en 1989 y 1999.

### Juicio
Nueve policías militares que participaron en los ataques en la Favela Naval fueron expulsados de la Policía Militar. Ellos son: Paulo Roberto García Barreto, Mauricio Gomes Louzada, João Batista de Queiroz, Ricardo Luiz Buzeto, Rogério Néri Bonfim, Demontier Carolino de Figueiredo, Nelson Soares da Silva Júnior, Otávio Lourenço Gambra y Reginaldo José dos Santos. Un agente de policía, Adriano Lima de Oliveira, no fue destituido.
En octubre y noviembre de 1998, el ex policía Otávio Gambra fue condenado a 65 años de prisión y Maurício Louzada a 27 años de prisión por el sistema de justicia común. En 1999, fueron condenados por abuso de autoridad los siguientes ex agentes de policía: Ricardo Luiz Buzeto (2 años de detención), Demontier Figueiredo (1 año y 6 meses), Adriano Oliveira (1 año y 6 meses), Rogério Néri Bonfim (6 años), el sargento Reinaldo José Santos (10 días); y Nelson Soares (18 años) por intento de homicidio y 11 abusos de autoridad.
En mayo de 1999, los jueces del Tribunal de Justicia anularon el jurado que había condenado al ex policía Otávio Lourenço Gambra a 65 años de prisión. Ordenaron un nuevo juicio, que se llevó a cabo al año siguiente y fijaron una pena de 47 años de prisión. En 2001, el Tribunal de Justicia aceptó el recurso de la defensa y redujo la pena de Gambra a 15 años de prisión. El Tribunal de Justicia anuló el proceso de Maurício Gomes Lousada y Nelson Soares da Silva Júnior porque consideró que los jurados contradecían el expediente del caso y determinó que los imputados esperan un nuevo juicio en libertad.
En 2004, el exmilitar del primer ministro Rogério Neri Bonfim, de 34 años, fue asesinado de un disparo en el pecho, en el barrio de Rudge Ramos, en São Bernardo do Campo, municipio vecino a Diadema. El crimen fue cometido por dos hombres en un robo.
El camarógrafo Francisco Romeu Vanni, conocido como Pica-Pau, que filmó los ataques en la Favela Naval, fue detenido en febrero de 2007 y acusado de recibir cargamento robado. El mayor Ícaro Demétrio Santana, policía de Diadema que ayudó al Ministerio Público en las investigaciones del episodio, murió a manos de ladrones en 2004. En 2012, Efigênia Guilhermina Josino todavía esperaba recibir una indemnización por la muerte de su hijo, mecánico Mário José Josino.